# キスは待つしかないのでしょうか?
「キスは待つしかないのでしょうか?」（キスはまつしかないのでしょうか）は、日本の女性アイドルグループ・HKT48の楽曲。作詞は秋元康、作曲は井上トモノリが担当した。2017年8月2日に、HKT48の10作目のシングルとしてユニバーサルミュージック（EMI RECORDS）から発売された。楽曲のセンターポジションは松岡はなが務めた。略称は「キス待ち」。

## 背景とリリース
前作「バグっていいじゃん」から約6か月ぶりのシングル。
選抜メンバーおよびセンターポジションは2017年6月25日にSHOWROOMで配信された『HKT48 10thシングル選抜メンバー発表特番』において発表された。坂本愛玲菜と豊永阿紀が初選抜、田島芽瑠、田中美久、渕上舞、松岡菜摘、本村碧唯、森保まどか、矢吹奈子が「最高かよ」以来2作ぶりの選抜復帰となった。前作のメンバーでは、2017年6月12日にグループを卒業した井上由莉耶のほか、荒巻美咲、今村麻莉愛、小田彩加、駒田京伽、下野由貴、武田智加、田中優香、地頭江音々が選抜から外れた。
兒玉遥はその後の活動休止で次の2作には参加しておらず、そのまま2019年6月9日をもって卒業したため、HKT48としては最後の選抜入りとなった。

## アートワーク
| Type-A | 指原莉乃、田中美久、朝長美桜、豊永阿紀、松岡はな、宮脇咲良、森保まどか、矢吹奈子 |
| Type-B | 指原莉乃、月足天音、渕上舞、松岡菜摘、松岡はな、宮脇咲良、本村碧唯               |
| Type-C | 兒玉遥、坂本愛玲菜、指原莉乃、田島芽瑠、冨吉明日香、松岡はな、宮脇咲良           |
| 劇場盤 | 指原莉乃、松岡はな、宮脇咲良                                                     |

## ミュージック・ビデオ
キスは待つしかないのでしょうか?
表題曲「キスは待つしかないのでしょうか?」のミュージック・ビデオ (MV) は、千葉県の館山市、木更津市、富津市の各所で2日間にわたって撮影された。MVのテーマは「疾走感」と「絆」、コンセプトは「虹」である。夏の始まりを舞台に、片想いに悩む松岡はな、それを影から応援する宮脇咲良、メンバーの日常を16mmカメラで切り取っていく指原莉乃の姿が描かれ、16人の気持ちがひとつになった時に、一歩前へと踏み出そうとする女の子たちを描いたストーリーになっている。
監督は現役慶応大生でもある19歳の松本花奈が担当し、AKB48グループのMVとしては初めて10代の監督が起用された。松本は選抜メンバーの宮脇らと同い年であり、秋元康は「出演する側と監督が同世代って、きっと、何かが生まれると思った」と述べている。今回の監督への選出は、松本が秋元のもとに小説『目薬キッス』の映画化についての要請で事務所を訪れたことがきっかけとなった。振付は西田一生（西田プロジェクト）が担当した。

## メディアでの使用
キスは待つしかないのでしょうか?
エリカ健康道場 優光泉「わたしはこれ一杯。」CMソング

## シングル収録トラック

### Type-A
| #         | タイトル                                           | 作詞      | 作曲         | 編曲           | 時間  |
| --------- | -------------------------------------------------- | --------- | ------------ | -------------- | ----- |
| 1.        | 「キスは待つしかないのでしょうか?」                | 秋元康    | 井上トモノリ | APAZZI         | 4:20  |
| 2.        | 「さくらんぼを結べるか?」(4期生)                   | 秋元康    | 鶴﨑輝一     | 鶴﨑輝一       | 4:27  |
| 3.        | 「隣の彼はカッコよく見える」(プラチナガールズ)     | 秋元康    | Shinsou su   | 野中“まさ”雄一 | 4:31  |
| 4.        | 「キスは待つしかないのでしょうか? (Instrumental)」 |           | 井上トモノリ | APAZZI         | 4:20  |
| 5.        | 「さくらんぼを結べるか? (Instrumental)」           |           | 鶴﨑輝一     | 鶴﨑輝一       | 4:27  |
| 6.        | 「隣の彼はカッコよく見える (Instrumental)」        |           | Shinsou su   | 野中“まさ”雄一 | 4:30  |
| 合計時間: | 合計時間:                                          | 合計時間: | 合計時間:    | 合計時間:      | 26:36 |

| #  | タイトル                                        | 作詞 | 作曲・編曲 | 監督     |
| -- | ----------------------------------------------- | ---- | ---------- | -------- |
| 1. | 「キスは待つしかないのでしょうか? Music Video」 |      |            | 松本花奈 |
| 2. | 「隣の彼はカッコよく見える Music Video」        |      |            | 中村太洸 |
| 3. | 「大人のマナー講座 & 大感謝祭 Vol.1」           |      |            |          |

### Type-B
| #         | タイトル                                           | 作詞      | 作曲         | 編曲      | 時間  |
| --------- | -------------------------------------------------- | --------- | ------------ | --------- | ----- |
| 1.        | 「キスは待つしかないのでしょうか?」                | 秋元康    | 井上トモノリ | APAZZI    | 4:20  |
| 2.        | 「さくらんぼを結べるか?」(4期生)                   | 秋元康    | 鶴﨑輝一     | 鶴﨑輝一  | 4:27  |
| 3.        | 「ぐにゃっと曲がった」(ダイヤモンドガールズ)       | 秋元康    | YAYI         | 若田部誠  | 4:42  |
| 4.        | 「キスは待つしかないのでしょうか? (Instrumental)」 |           | 井上トモノリ | APAZZI    | 4:20  |
| 5.        | 「さくらんぼを結べるか? (Instrumental)」           |           | 鶴﨑輝一     | 鶴﨑輝一  | 4:26  |
| 6.        | 「ぐにゃっと曲がった (Instrumental)」              |           | YAYI         | 若田部誠  | 4:42  |
| 合計時間: | 合計時間:                                          | 合計時間: | 合計時間:    | 合計時間: | 26:59 |

| #  | タイトル                                        | 作詞 | 作曲・編曲 | 監督     |
| -- | ----------------------------------------------- | ---- | ---------- | -------- |
| 1. | 「キスは待つしかないのでしょうか? Music Video」 |      |            | 松本花奈 |
| 2. | 「ぐにゃっと曲がった Music Video」              |      |            | 土屋隆俊 |
| 3. | 「大人のマナー講座 & 大感謝祭 Vol.2」           |      |            |          |

### Type-C
| #         | タイトル                                           | 作詞                           | 作曲                           | 編曲               | 時間  |
| --------- | -------------------------------------------------- | ------------------------------ | ------------------------------ | ------------------ | ----- |
| 1.        | 「キスは待つしかないのでしょうか?」                | 秋元康                         | 井上トモノリ                   | APAZZI             | 4:20  |
| 2.        | 「さくらんぼを結べるか?」(4期生)                   | 秋元康                         | 鶴﨑輝一                       | 鶴﨑輝一           | 4:27  |
| 3.        | 「恋するRibbon!」(村重選抜)                        | 田中菜津美、外山大輔、福田貴訓 | 坂本愛玲菜、外山大輔、福田貴訓 | 外山大輔、福田貴訓 | 4:49  |
| 4.        | 「キスは待つしかないのでしょうか? (Instrumental)」 |                                | 井上トモノリ                   | APAZZI             | 4:20  |
| 5.        | 「さくらんぼを結べるか? (Instrumental)」           |                                | 鶴﨑輝一                       | 鶴﨑輝一           | 4:27  |
| 6.        | 「恋するRibbon! (Instrumental)」                   |                                | 坂本愛玲菜、外山大輔、福田貴訓 | 外山大輔、福田貴訓 | 4:48  |
| 合計時間: | 合計時間:                                          | 合計時間:                      | 合計時間:                      | 合計時間:          | 27:13 |

| #  | タイトル                                        | 作詞 | 作曲・編曲 | 監督       |
| -- | ----------------------------------------------- | ---- | ---------- | ---------- |
| 1. | 「キスは待つしかないのでしょうか? Music Video」 |      |            | 松本花奈   |
| 2. | 「さくらんぼを結べるか? Music Video」           |      |            | 戸塚富士丸 |
| 3. | 「大人のマナー講座 & 大感謝祭 Vol.3」           |      |            |            |

### 劇場盤
| #         | タイトル                                           | 作詞      | 作曲         | 編曲      | 時間  |
| --------- | -------------------------------------------------- | --------- | ------------ | --------- | ----- |
| 1.        | 「キスは待つしかないのでしょうか?」                | 秋元康    | 井上トモノリ | APAZZI    | 4:20  |
| 2.        | 「さくらんぼを結べるか?」(4期生)                   | 秋元康    | 鶴﨑輝一     | 鶴﨑輝一  | 4:27  |
| 3.        | 「ロマンティック病」                               | 秋元康    | 大橋莉子     | 若田部誠  | 3:58  |
| 4.        | 「キスは待つしかないのでしょうか? (Instrumental)」 |           | 井上トモノリ | APAZZI    | 4:20  |
| 5.        | 「さくらんぼを結べるか? (Instrumental)」           |           | 鶴﨑輝一     | 鶴﨑輝一  | 4:27  |
| 6.        | 「ロマンティック病 (Instrumental)」                |           | 大橋莉子     | 若田部誠  | 3:57  |
| 合計時間: | 合計時間:                                          | 合計時間: | 合計時間:    | 合計時間: | 25:29 |

## 選抜メンバー
- 兒玉遥
- 坂本愛玲菜
- 指原莉乃
- 田島芽瑠
- 田中美久
- 月足天音
- 冨吉明日香
- 朝長美桜
- 豊永阿紀
- 渕上舞
- 松岡菜摘
- 松岡はな
- 宮脇咲良
- 本村碧唯
- 森保まどか
- 矢吹奈子